# 闫集镇 (萧县)
闫集镇，是中华人民共和国安徽省宿州市萧县下辖的一个乡镇级行政单位。

## 行政区划
闫集镇下辖以下地区：
柳元村、孟楼村、赵堂村、孙老家村、闫集村、汪楼村、高楼村、郑集村、刘店村、塘沃涯村和杨庄村。